# ルジン集合
実解析と記述集合論において、ルジン集合（ルジンしゅうごう、Luzin set）とは実数の不可算な集合 A であってその不可算な部分集合が全て痩集合でない、すなわち第二類であることを言う。同値な条件として、A が実数の不可算な集合であっていかなる第一類集合とも可算個以下の点でしか交わらないこととも言える。名前はニコライ・ルージンに由来する。ルジンは、連続体仮説が成り立つなら、痩せていない集合はルジン集合な部分集合をもつということを証明した。ルジン集合がもつ明らかな性質として、それ自身は痩集合でない必要があり(そうでなければ、それ自身が不可算で痩せた部分集合である)、そしてルベーグ測度0の集合でなければならない、というのも、測度正の集合は必ず測度正な痩集合を部分集合にもち、それは不可算であるからである。弱ルジン集合とは実ベクトル空間の不可算部分集合であって、それのいかなる不可算部分集合をとっても、そこに属する異なる2点がなす方向の全体がなす集合が、空間内で作り得る方向の全体がなす球面の中で稠密であることを言う。
測度とカテゴリーの双対性により、ルジン集合の測度的な類似物を考えることができる - 正の外測度をもっていて、その不可算な部分集合が全て正の外測度をもつものである。この集合はシェルピンスキー集合と呼ばれ、ヴァツワフ・シェルピニスキに由来する。シェルピンスキー集合は弱ルジンであるがルジン集合ではない。

## ルジン集合の例
2ℵ0 個の R の痩せた部分集合の族であって、どんな痩せ集合も族の要素どれかの部分集合になっているようなものを選ぶ。連続体仮説によって、可算順序数 α に対しての Sα として番号付けできる。各可算順序数 β に対して実数 xβ を α<β である Sα のどこにも入っていないものとして選ぶ。これは R 全体が痩集合の可算な和にならないことから可能である。不可算な集合 X を xβ 全体で定義すると、これは各 Sα と可算にしか交わらない、すなわちルジン集合になっている。
この構成と同様にして、より複雑な部分群、部分体、実閉部分体などの構造を持つルジン集合を得ることもできる。

## ルジン空間
ルジン空間 とは、不可算で孤立点を持たないT1空間で、全ての疎な部分集合が可算であるものを言う。この定義には多くのバリエーションが使われている: T1 の条件はT2 や T3に置き換えたり、孤立点の個数を可算、あるいは任意の数にしたりする著者もいる。
ルジン空間の存在はZFCの公理と独立である。Lusin (1914) は連続体仮説がルジン空間の存在を導くことを示した。
Kunen (1977) はマーティンの公理と連続体仮説の否定を仮定すると、ハウスドルフなルジン空間は存在しないことを示した。
ポーランド空間 (可分完備な距離付け可能な位相空間) の全単射連続像のことをブルバキはルジン空間と呼んでおり、その用法に従った用例もあるため、注意が必要である。en:Polish space#Lusin spaces等。